# Lumière et Compagnie
Lumière et Compagnie är en internationell antologifilm från 1995. Filmen är ett samarbete mellan 45 internationella filmregissörer, där var och en skulle spela in en kortfilm med en cinematografkamera, som uppfanns av bröderna Auguste och Louis Lumière.
Kortfilmerna fick vara, var och en, högst 52 sekunder långa, inte innehålla något synkroniserat ljud och maximalt spelas in under tre tagningar.

## Regissörer
| - Sarah Moon - Merzak Allouache - Gabriel Axel - Vicente Aranda - Theo Angelopoulos - Bigas Luna - John Boorman - Youssef Chahine - Alain Corneau - Costa-Gavras - Raymond Depardon - Francis Girod - Peter Greenaway - Lasse Hallström - Michael Haneke - Hugh Hudson - Gaston Kaboré - Abbas Kiarostami - Cédric Klapisch - Andrej Kontjalovskij | - Patrice Leconte - Spike Lee - Claude Lelouch - David Lynch - Ismail Merchant och James Ivory - Claude Miller - Idrissa Ouedraogo - Arthur Penn - Lucian Pintilie - Jacques Rivette - Helma Sanders-Brahms - Jerry Schatzberg - Nadine Trintignant - Fernando Trueba - Liv Ullmann - Yoshishige Yoshida - Jaco Van Dormael - Régis Wargnier - Wim Wenders - Zhang Yimou |